# レイ・ウォルストン
レイ・ウォルストン（Ray Walston 本名：Herman Raymond  Walston,  1914年11月2日 - 2001年1月1日）は、アメリカ合衆国の俳優。

## 来歴
ルイジアナ州出身。1945年、ブロードウェイでデビュー。1956年、『くたばれ!ヤンキース』で第10回トニー賞 ミュージカル主演男優賞を受賞、その映画化作品にも舞台と同じ役で出演した。また、1963年からCBSテレビで始まったテレビドラマ『ブラボー火星人』に主演し人気を得た。『ピケット・フェンス』では、プライムタイム・エミー賞助演男優賞（ドラマ部門）を1995年・1996年の2年連続で受賞した。
21世紀の初日の2001年1月1日月曜日、狼瘡のため死去、86歳没。

## 主な出演作品

### 映画
- よろめき休暇 Kiss Them for Me (1957)
- 南太平洋 South Pacific (1958)
- くたばれ!ヤンキース Damn Yankees! (1958)
- ひとこと言って Say One for Me (1959)
- のっぽ物語 Tall Story (1960)
- アパートの鍵貸します The Apartment (1960)
- 黒い肖像 Portrait in Black (1960)
- 第三の脱獄 Convicts 4 (1962)
- 底抜けオットあぶない Who's Minding the Store? (1963)
- ねぇ!キスしてよ Kiss Me, Stupid (1964)
- おしゃれスパイ危機連発 Caprice (1967)
- ペンチャー・ワゴン Paint Your Wagon (1969)
- スティング The Sting (1973)
- 大陸横断超特急 Silver Streak (1976)
- ハッピーフッカー3/風俗軍団首都侵攻 The Happy Hooker Goes to Washington (1977)
- ポパイ Popeye (1980)
- ギャラクシー・オブ・テラー/恐怖の惑星 Galaxy of Terror (1981)
- 初体験/リッジモント・ハイ Fast Times at Ridgemont High (1982)
- プライベイトスクール Private School (1983)
- 暗黒街の人気モノ/マシンガン・ジョニー Johnny Dangerously (1984)
- BMXサイクル・キッド Rad (1986)
- 突撃！O・Cとスティッグス/お笑い黙示録 O.C. and Stiggs (1987)
- 14日の土曜日/ ストライクスバック Saturday the 14th Strikes Back (1988)
- ポップコーン Popcorn (1990)
- 二十日鼠と人間 Of Mice and Men (1992)
- パーフェクト・ファミリー House Arrest (1996)
- アルフ/ザ・ファイナル・スペシャル Project: ALF (1996) テレビ映画
- アダムス・ファミリー サン 再結集 Addams Family Reunion (1998)
- ブラボー火星人2000 My Favorite Martian (1999)
- 揺れる評決 Swing Vote (1999)

### テレビドラマ
- ブラボー火星人 My Favorite Martian (1963-1966)
- 25世紀の戦士キャプテン・ロジャース Buck Rogers in the 25th Century (1979)
- サンタ・バーバラ Santa Barbara (1984)
- 新スタートレック Star Trek: The Next Generation (1992)
- ピケット・フェンス Picket Fences (1992-1996)
- ザ・スタンド The Stand (1994) ミニシリーズ
- スタートレック:ヴォイジャー Star Trek: Voyager (1998-1999)